# Radka Popova
Radka Kostadinova Popova (Bulgaars: Радка Костадинова Попова) (Sapareva Banja, 26 januari 1974) is een voormalig biatlete uit Bulgarije. Ze vertegenwoordigde haar vaderland op de Olympische Winterspelen 1998 in Nagano en de Olympische Winterspelen 2006 in Turijn.

## Resultaten

### Olympische Winterspelen
| Jaar | Plaats         | Onderdeel   | Onderdeel | Onderdeel     | Onderdeel  | Onderdeel |
| Jaar | Plaats         | Individueel | Sprint    | Achtervolging | Massastart | Estafette |
| ---- | -------------- | ----------- | --------- | ------------- | ---------- | --------- |
| 1998 | Nagano         | –           | –         |               |            | 16e       |
| 2002 | Salt Lake City | –           | –         | –             | –          |           |
| 2006 | Turijn         | –           | 58e       | gelapt        | –          | 8e        |

### Wereldkampioenschappen
| Jaar | Plaats            | Onderdeel                               | Onderdeel                               | Onderdeel                               | Onderdeel                               | Onderdeel                               | Onderdeel          | Onderdeel |
| Jaar | Plaats            | Individueel                             | Sprint                                  | Achtervolging                           | Massastart                              | Estafette                               | Gemengde estafette | Team      |
| ---- | ----------------- | --------------------------------------- | --------------------------------------- | --------------------------------------- | --------------------------------------- | --------------------------------------- | ------------------ | --------- |
| 1995 | Antholz           | 50e                                     | 63e                                     |                                         |                                         | 7e                                      |                    | –         |
| 1996 | Ruhpolding        | 55e                                     | 61e                                     | –                                       | –                                       |                                         |                    |           |
| 1997 | Brezno-Osrblie    | –                                       | –                                       | –                                       | –                                       | –                                       |                    |           |
| 1998 | Pokljuka          |                                         |                                         | 20e                                     |                                         | –                                       |                    |           |
| 1999 | Kontiolahti       | 51e                                     | 62e                                     | –                                       | –                                       | 9e                                      |                    |           |
| 2000 | Oslo Holmenkollen | 44e                                     | 38e                                     | 29e                                     | –                                       | 6e                                      |                    |           |
| 2001 | Pokljuka          | –                                       | –                                       | –                                       | –                                       | –                                       |                    |           |
| 2002 | Oslo Holmenkollen | Niet gehouden vanwege Olympische Spelen | Niet gehouden vanwege Olympische Spelen | Niet gehouden vanwege Olympische Spelen | –                                       |                                         |                    |           |
| 2003 | Chanty-Mansiejsk  | –                                       | –                                       | –                                       | –                                       | –                                       |                    |           |
| 2004 | Oberhof           | 36e                                     | 56e                                     | 46e                                     | –                                       | 6e                                      |                    |           |
| 2005 | Hochfilzen        | 42e                                     | 43e                                     | 30e                                     | –                                       | 9e                                      | 20e                |           |
| 2006 | Pokljuka          | Niet gehouden vanwege Olympische Spelen | Niet gehouden vanwege Olympische Spelen | Niet gehouden vanwege Olympische Spelen | Niet gehouden vanwege Olympische Spelen | Niet gehouden vanwege Olympische Spelen | –                  |           |
| 2007 | Antholz           | 72e                                     | 73e                                     | –                                       | –                                       | 16e                                     | –                  |           |

### Wereldbeker
Eindklasseringen
| Seizoen   | Algemeen | Individueel | Sprint | Achtervolging | Massastart |
| --------- | -------- | ----------- | ------ | ------------- | ---------- |
| 1995/1996 | 67e      |             |        |               |            |
| 1996/1997 | –        | –           | –      | –             |            |
| 1997/1998 | 61e      | 45e         | –      | 37e           |            |
| 1998/1999 | –        | –           | –      | –             | –          |
| 1999/2000 | 64e      | –           | –      | –             | –          |
| 2000/2001 | 53e      | –           | 49e    | 47e           | –          |
| 2001/2002 | –        | –           | –      | –             | –          |
| 2002/2003 | 63e      | –           | 64e    | 52e           | –          |
| 2003/2004 | 58e      | –           | 59e    | 52e           | –          |
| 2004/2005 | 82e      | –           | 72e    | 70e           | –          |
| 2005/2006 | 70e      | –           | 62e    | –             | –          |